# Ferrovia Tarvisio-Lubiana
La ferrovia Tarvisio-Lubiana è una linea ferroviaria internazionale parzialmente dismessa, facente parte del complesso della storica ferrovia Rudolfiana. Essa collegava la città di Tarvisio a Lubiana; dal 1967 la linea ferroviaria in esercizio ricade completamente in territorio sloveno terminando a Jesenice. Infatti, dopo gli eventi delle due guerre mondiali e i conseguenti ripetuti spostamenti di confini, una parte della sezione rimasta in territorio italiano, tra Tarvisio Centrale e Fusine Laghi, e una parte di quella ricadente nell'allora Jugoslavia, tra Fusine Laghi, Kranjska Gora e Jesenice, furono dismesse.

## Storia

### Costruzione e primi anni d'esercizio
Nel 1869, la società Kaiserlich-königliche privilegierte Kronprinz Rudolf-Bahn Gesellschaft (KRB, Imperial Regia privilegiata della ferrovia del Principe ereditario Rodolfo), impegnata in quel periodo nell'esercizio e nella costruzione della lunga ferrovia Rodolfiana, ottenne il privilegio per erigere una linea che collegasse Lubiana a Tarvisio. Il percorso della strada ferrata avrebbe risalito il corso della Sava passando quindi per Krainburg, Assling e Kronau.
| Head station |

| Unknown route-map component "ABZg+l" | Unknown route-map component "STR+r" |  |

| Straight track | Station on track |  |

| Straight track | One way leftward | Unknown route-map component "CONTfq" |

| Continuation forward |

La linea ferroviaria fu aperta il 14 dicembre 1870.
La stazione terminale di Tarvisio era posta in un'area corrispondente all'attuale radice sud-ovest della stazione di Tarvisio Boscoverde a una quota più bassa rispetto all'impianto sulla nuova Pontebbana. Quando nel 1873 fu aperta all'esercizio la linea verso Villaco, fu inaugurata una nuova stazione per servire Tarvisio, l'attuale Tarvisio Centrale. Quest'impianto fu connesso alla linea per Lubiana da un raccordo che attraversava l'orrido dello Slizza su un ardito ponte metallico per portarsi sulla sponda sinistra della valle. L'originaria stazione di Tarvisio, trovandosi oltre il bivio per Villaco, posto presso la sua radice nord, fu in parte abbandonata in favore del nuovo impianto. Essa fu ridenominata dalla KRB Alt Tarvis (Tarvisio Vecchia), mentre la nuova stazione assunse il nome della precedente venendo ribattezzata Tarvis. Presso quest'ultima stazione, nel 1879 fu attestata la linea proveniente da Udine attraverso il valico di confine di Pontebba - Pontafel anch'essa esercita dalla KRB.

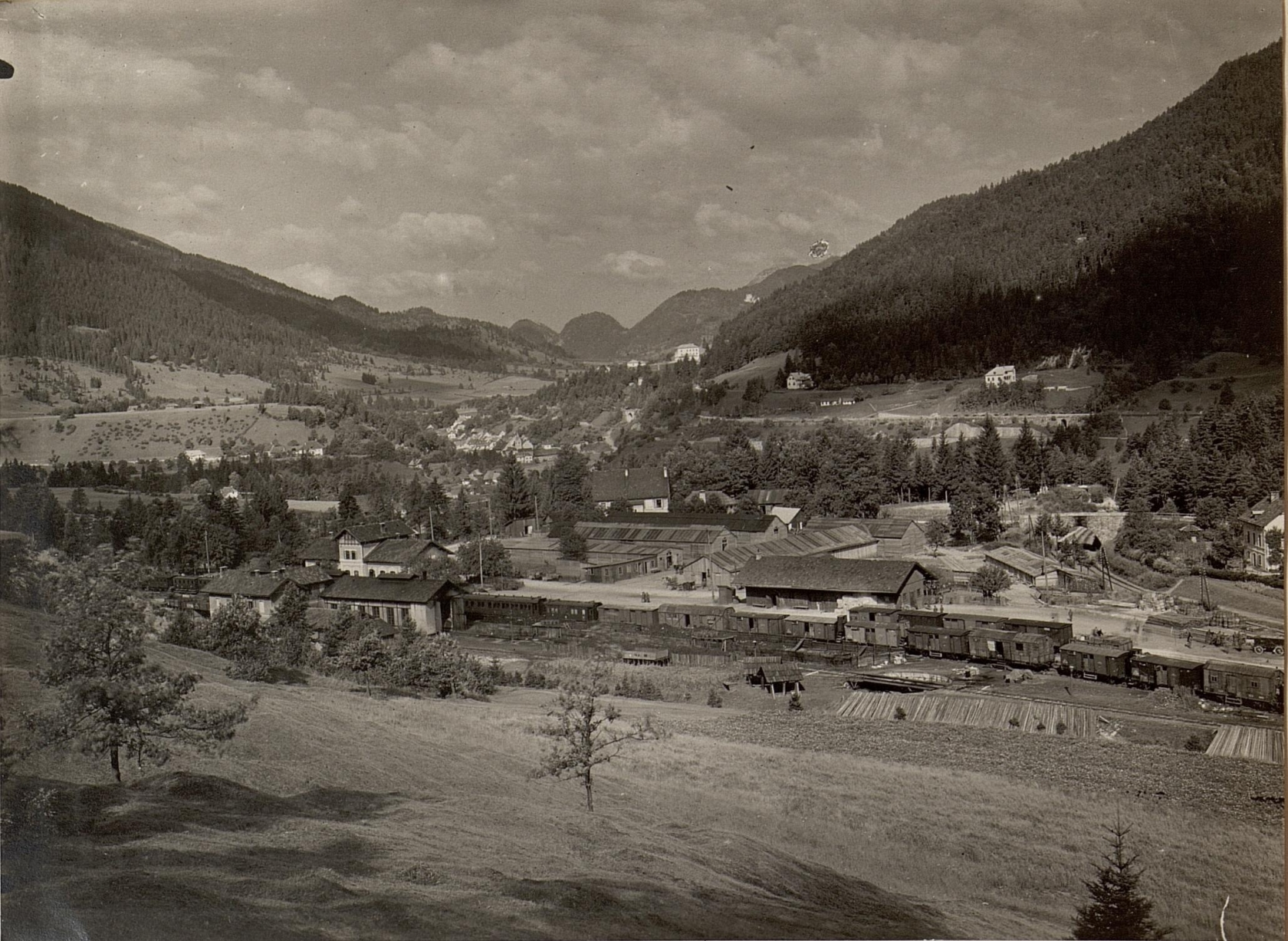
Foto del 1916 della prima stazione di Tarvisio a quel tempo già rinominata Alt Tarvis, sulla destra si intravede la linea che, attraversato il ponte sullo Slizza, conduceva a Tarvis, poi Tarvisio Centrale.

A seguito della crisi finanziaria della KRB, anche la Tarvisio-Lubiana fu nazionalizzata nel 1884. La gestione passò quindi alle Kaiserlich-königliche österreichische Staatsbahnen (KkStB, Ferrovie imperiali dello Stato austriaco) che procedettero a rimodernare la ferrovia. Nel 1906 presso la stazione di Jesenice si attestarono due tronchi della Transalpina, quello per Trieste e la linea della Caravanche. Quest'ultima fu attivata due mesi dopo la prima, pertanto in quel breve periodo i treni della relazione transalpina furono instradati lungo la Tarvisio - Lubiana, utilizzando il tracciato fino a Jesenice, per proseguire quindi sulla nuova linea verso Trieste Sant'Andrea.

### Il primo dopoguerra

La variante Laze-Črnuče-Vižmarje costruita dai tedeschi nel 1942 per evitare la dogana a Lubiana, all'epoca occupata dall'Italia

A seguito del Trattato di Saint-Germain-en-Laye (1919), la linea ferroviaria fu ripartita tra i territori dell'Italia e del regno dei Serbi, Croati e Sloveni. Il valico di confine fu posto nei pressi della stazione di Fusine Laghi. L'impianto di Tarvis, ribattezzato dalle Ferrovie dello Stato (FS) in Tarvisio Sobborghi e successivamente in Tarvisio Centrale, divenne stazione internazionale di confine. Il servizio ferroviario passeggeri e merci sul tracciato tra questa stazione e quella italiana di Fusine Laghi fu esercito dalle ferrovie dello stato dei regno dei Serbi, dei Croati e degli Sloveni, poi divenute Ferrovie statali jugoslave (JDŽ), mentre la gestione dell'infrastruttura rimase di competenza delle FS. Il tracciato in territorio jugoslavo passò alle JDŽ.

### Il secondo dopoguerra
Dopo la seconda guerra mondiale e a seguito della successiva chiusura della frontiera verso la Jugoslavia il tronco Tarvisio centrale-Fusine laghi-Confine, in territorio italiano, fu esercito direttamente dalle Ferrovie dello Stato. A seguito di autorizzazione accordata con decreto ministeriale il servizio viaggiatori venne soppresso a partire dal 1º aprile 1957 e in data 1º dicembre 1965 anche quello merci, lasciando in esercizio come raccordo di servizio il solo tratto Tarvisio centrale-Tarvisio vecchia. Il tronco fu infine soppresso con il Decreto del presidente della Repubblica 14 agosto 1967, n. 929. La linea fu disarmata negli anni ottanta. Successivamente parte del sedime è stato riconvertito per essere riutilizzato come pista ciclabile.
La sezione in territorio jugoslavo fu esercita dal dipartimento di Lubiana delle Jugoslovenske Železnice (JŽ). Nel 1966, fu soppresso il servizio lungo il tronco fra il confine italiano e la stazione di Jesenice. Negli anni successivi il binario fu disarmato. Nel 1991, a seguito dell'indipendenza della Slovenia, il ramo ferroviario Jesenice-Lubiana è passato alle ferrovie slovene.

## Caratteristiche
La linea ferroviaria aveva una lunghezza complessiva di 103,6 km, dalla stazione di Tarvisio Centrale fino a quella di Lubiana. L'attuale tracciato in attività, tra lo scalo di Jesenice e quello della capitale slovena, è lungo 64,5 km.
L'intera linea era a binario singolo. Tale caratteristica è mantenuta nel tracciato in esercizio, elettrificato a 3000 volt in corrente continua..

### Percorso
|  | Continuation backward |

|  | Unknown route-map component "eBHF" |

|  | Unknown route-map component "eABZg+l" | Unknown route-map component "exSTR+r" |

|  | Straight track | Unknown route-map component "exWBRÜCKE1" |

| Unknown route-map component "c" |  | Straight track | Unknown route-map component "exABZgl+l" | Unknown route-map component "excCONTfq" |

|  | Straight track | Unknown route-map component "exBHF" |

| Unknown route-map component "c" |  | Straight track | Unknown route-map component "exSTRl" | Unknown route-map component "excCONTfq" |

|  | Station on track |

|  | Unknown route-map component "xABZgl" | Unknown route-map component "CONTfq" |

|  | Unknown route-map component "exHST" |

|  | Unknown route-map component "exBHF" |

| Unknown route-map component "GRZq" | Unknown route-map component "GRZq" + Unknown route-map component "xGRENZE" | Unknown route-map component "GRZq" |

|  | Unknown route-map component "exBHF" |

| 11+100 |
| 658,2  |

|  | Unknown route-map component "exHST" |

|  | Unknown route-map component "exBHF" |

|  | Unknown route-map component "exHST" |

|  | Unknown route-map component "exBHF" |

|  | Unknown route-map component "exHST" |

| Unknown route-map component "STR+l" | Unknown route-map component "xKRZu" | Unknown route-map component "CONTfq" |

| Unknown route-map component "KRWl" | Unknown route-map component "xKRWg+r" |  |

|  | Station on track |

| Unknown route-map component "KRW+l" | Unknown route-map component "KRWgr" |  |

| Unknown route-map component "dCONTgq" | Unknown route-map component "KRZu" | Unknown route-map component "ABZgr" | Unknown route-map component "+d" |

| Unknown route-map component "KINTe" | Straight track |  |

|  | Unknown route-map component "HSTeBHF" |

|  | Station on track |

|  | Station on track |

|  | Stop on track |

|  | Stop on track |

| Small bridge over water |

|  | Stop on track |

|  | Station on track |

|  | Straight track | Non-passenger head station |

|  | Straight track | Unknown route-map component "hKRZWae" |

|  | Unknown route-map component "KRWg+l" | Unknown route-map component "KRWr" |

|  | Station on track |

|  | Station on track |

|  | Stop on track |

| Unknown route-map component "KINTaq" | Unknown route-map component "ABZg+r" |  |

| Small bridge over water |

|  | Station on track |

|  | Stop on track |

|  | Station on track |

|  | Unknown route-map component "eABZgl" | Unknown route-map component "exCONTfq" |

| Unknown route-map component "exGRZq" + Unknown route-map component "eZOLL" |

|  | Stop on track |

|  | Stop on track |

| Unknown route-map component "bSHI2rxl" |

|  | Unknown route-map component "ABZg+l" | Unknown route-map component "xKRZu" | Unknown route-map component "CONTfq" |

|  | Station on track | Unknown route-map component "exSTR2" | Unknown route-map component "exSTRc3" |

|  | Unknown route-map component "xKRWgl" | Unknown route-map component "KRW+r" + Unknown route-map component "exSTRc1" | Unknown route-map component "exSTR+4" |

| Unknown route-map component "CONTgq" | Unknown route-map component "eABZqr" | Unknown route-map component "SPLag+r" | Unknown route-map component "exSTR" |

|  |  | Unknown route-map component "dBHF-L" | Unknown route-map component "dBHF-R" | Unknown route-map component "exSTR" |

|  | Unknown route-map component "STRc2" | Unknown route-map component "vABZg3-" + Unknown route-map component "v-STR" + Unknown route-map component "vSHI2l-" | Unknown route-map component "exSTR" |

| Unknown route-map component "CONTgq" | Unknown route-map component "xABZq1x2" | Unknown route-map component "edKRZo" + Unknown route-map component "dSTRc4" + Unknown route-map component "exdSTRc3" | Unknown route-map component "edKRZo" | Unknown route-map component "exSTRr" |

| Unknown route-map component "exSTRc1" | Unknown route-map component "edABZg+4" | Unknown route-map component "dSTR" |

|  | Unknown route-map component "dCONTf" | Unknown route-map component "dCONTf" |

| Continuation backward |

| Station on track |

| Unknown route-map component "CONTgq" | Unknown route-map component "xABZgr" |  |

| Unknown route-map component "exSTR" |

| Unknown route-map component "CONTgq" | Unknown route-map component "xABZg+r" |  |

| Unknown route-map component "hbKRZWae" |

| Station on track |

|  | Unknown route-map component "xABZgl" | Unknown route-map component "CONTfq" |

| Unknown route-map component "exBHF" |

| Unknown route-map component "exhbKRZWae" |

| Unknown route-map component "WCONTfaq" + Unknown route-map component "exGRZq" | Unknown route-map component "exhKRZWae" + Unknown route-map component "exGRZq" + Unknown route-map component "exlZOLL" | Unknown route-map component "WCONTgeq" + Unknown route-map component "exGRZq" |

| Unknown route-map component "CONTgq" | Unknown route-map component "xABZg+r" |  |

| Station on track |

| Continuation forward |

La prima stazione terminale della linea ferroviaria, Tarvisio Boscoverde (detta anche Tarvisio Vecchia o, in tedesco, Alt Tarvis), era ubicata nei pressi della radice sud-ovest della seconda stazione di Tarvisio Boscoverde, costruita nel 2000. La prima Boscoverde era collegata alla stazione di Tarvisio Centrale (Tarvis, in tedesco), quindi alla ferrovia Pontebbana e alla Rodolfiana per Villaco, da una breve linea ferroviaria che scavalcava l'Orrido dello Slizza su di un ponte in ferro che la portava alla sinistra della valle.
Dalla stazione di Tarvisio Vecchia la linea saliva lungo la Val Romana, dove si trovavano le stazioni di Fusine in Val Romana e di Fusine Laghi, quest'ultima posta a ridosso del confine con la Jugoslavia, attuale confine con la Slovenia. In territorio jugoslavo la linea scendeva verso Jesenice lungo la valle della Sava, affiancando l'abitato di Kranjska Gora. Poco prima dell'ingresso presso la stazione di Jesenice, la linea ferroviaria veniva scavalcata dalla ferrovia delle Caravanche che dalla città slovena porta in Austria.
Presso Jesenice termina il tracciato dismesso. Oltre alla linea delle Caravanche, la strada ferrata si incrocia con la linea per Trieste, entrambe appartenenti al sistema della ferrovia Transalpina. Dopo la città slovena, la linea prosegue la sua discesa lungo la valle della Sava, seguendo un percorso che affianca il fiume, tranne nei pressi di Kranj in cui si allontana per servire Škofja Loka.
La linea termina presso la stazione di Lubiana, incrociandosi con la ferrovia Meridionale che collega Trieste a Vienna.